# Chetogena cirrata
Chetogena cirrata är en tvåvingeart som först beskrevs av Robineau-desvoidy 1830.  Chetogena cirrata ingår i släktet Chetogena och familjen parasitflugor.
Artens utbredningsområde är Frankrike. Inga underarter finns listade i Catalogue of Life.